# Gravenhorst (Papenteich)
Gravenhorst is een plaats in de Duitse gemeente Meine, deelstaat Nedersaksen, en telt 299 inwoners (2006).